# Fro Harmsen
Fro Harmsen (* 6. Juli 1904 in Gettorf; † nach September 1946) war ein deutscher Marineoffizier der Reichsmarine und Kriegsmarine, zuletzt Fregattenkapitän. Am 1. September 1945 wurde er durch Verfügung des Alliierten Oberkommandos zum Kapitän zur See befördert.

## Leben
Fro Harmsen war ein Sohn eines Apothekenbesitzers in Kappeln. Er trat 1925 in die Reichsmarine ein und wurde am 1. August 1931 zum Oberleutnant zur See befördert. Ende des gleichen Jahren war er Kompanieoffizier der II. Abteilung der Schiffstammdivision der Ostsee in Stralsund.
In der Kriegsmarine wurde er am 1. Oktober 1935 zum Kapitänleutnant befördert und war 1936 Torpedooffizier der Karlsruhe. Zwischenzeitlich war er Kommandant von S 11.
Von der Indienststellung der Zerstörers im Oktober 1938 bis Januar 1940 war er Erster Offizier auf der Hans Lüdemann. Ab Februar 1940 war er als militärischer Referent an der Torpedoversuchsanstalt in Eckernförde eingesetzt und blieb in dieser Position bis Juli 1942. Von Anfang August 1942 bis kurz vor Kriegsende Anfang Januar 1945 war er anfangs als Korvettenkapitän Kommandant der Z 20. Z 20 war ab 15. Juli 1942 in der Werft und wurde Mitte November 1942 erst wieder eingesetzt. In der Folge war Z 20 unter Harmsens Kommando ab 8. Dezember 1942 Geleitdienst der Lützow nach Norwegen. Es folgte ab 11. März 1943 der Einsatz mit der Tirpitz und im Verbund als Kampfgruppe der Kriegsmarine mit der Tirpitz, dem Schlachtschiff Scharnhorst und acht weiteren Zerstörern im September 1943 der Einsatz beim Unternehmen „Sizilien“. Die Kampfgruppe beschoss die Wetterstation Barentsburg auf Spitzbergen, wo die Briten mehrere Treibstoff- und Versorgungsdepots eingerichtet hatten. Am 1. Dezember 1943 wurde er zum Fregattenkapitän befördert. Von Januar 1945 bis Kriegsende war er Erster Führungsstabsoffizier beim Marineoberkommando Norwegen.
Nach dem Krieg wurde der Deutsche Minenräumdienst eingerichtet. In Norwegen, wo Harmsen ab Anfang 1945 bereits stationiert war, wurde hierfür eine Deutsche Marinedienststelle mit Stützpunkt in Oslo eingerichtet und unter sein Kommando gestellt. Eine weitere Deutsche Marinedienststelle wurde nicht mehr eingerichtet, wobei noch drei Marineräumdienstkommandos zeitgleich bestanden. Der Deutschen Dienststelle wurde die 4. Minenräumdivision unterstellt. Am 9. September 1946 wurde er entlassen.